# Igrzyska Pacyfiku 2023
Igrzyska Pacyfiku 2023 – siedemnasta edycja Igrzysk Pacyfiku, która odbyła  się w 2023 roku w Honiarze na Wyspach Salomona.
Wyspy Salomona były gospodarzem Igrzysk Pacyfiku po raz pierwszy w historii.